# Phlox (Star Trek)
„Phlox” este un personaj fictiv din serialul TV Star Trek: Enterprise din franciza Star Trek. 
Este interpretat de John Billingsley.
Un membru Denobulan al Programului de Schimburi Medicale între Specii, Phlox este chemat la bordul navei Enterprise pentru a-l îngriji pe pasagerul lor Klingonian. Apoi, el se oferă să rămână, savurând experiența de a fi alături de oameni atunci când aceștia fac primii pași în explorarea spațiului îndepărtat. Dr. Phlox este un extraterestru cu o bună dispoziție debordantă. El folosește o mulțime de animale și leacuri naturiste în meseria sa, bazându-se mai puțin pe tehnologie. Phlox a descoperit și o metodă de a eradica nanosondele Borg, dar, pentru că este fatală oamenilor și aproape fatală pentru denobulani, aceasta nu este de mare folos.